# Bitwa pod Stęszewem
Bitwa pod Stęszewem – starcie zbrojne w czasie trwania powstania wielkopolskiego do którego doszło 28 kwietnia 1848 pod Stęszewem, starcie zakończyło się zdecydowanym zwycięstwem powstańców.

## Geneza
Wieść o dużych bitwach pod Książem i Miłosławiem rozniosła się po Wielkim Księstwie Poznańskim. Zwłaszcza wygrana pod Miłosławiem przyczyniła się do rozbudzenia nadziei, że powstanie może być wygrane. W wielu miejscach poznańskiego zaczęły się więc samorzutnie tworzyć oddziały powstańcze. Jeden z takich oddziałów został utworzony przez Cedrowskiego, oficera z powstania listopadowego. Przyjął on założenie, że należy atakować wojska Pruskie w różnych miejscach księstwa poznańskiego, aby odciągnąć przynajmniej część wojsk pruskich od głównych sił powstańczych pod dowództwem Ludwika Mierosławskiego.

## Bitwa
2 maja 1848 pod Stęszewem oddział Cedrowskiego działający po partyzancku otoczył i rozbił silny oddział pruskiej landwery.  Zwycięstwo było o tyle ułatwione, że oddział ten składał się prawie w połowie z Polaków. Widząc oni swoich, nie próbowali się nawet bronić, lecz podnosząc czapki w górę i powiewając chustkami oświadczyli gotowość przejścia na polską stronę. Starcie zakończyło się więc zdecydowanym zwycięstwem polskim. Wzięto sporo jeńców, a w tym dwóch pruskich oficerów. Odbito przy okazji kilkudziesięciu jeńców polskich. Do oddziału Cedrowskiego przyłączyło się 112 ludzi z pruskiego oddziału. Każdy z tych żołnierzy miał przy sobie karabin i 30 ładunków. Było to więc znaczące wzmocnienie polskiego oddziału. Dodatkowo zdobyto dwie fury żywności i trochę pieniędzy z wojskowej kasy.

## Po bitwie
Wziętych do niewoli pruskich oficerów Brachvogla i Burgunda, wraz z podoficerami puszczono wolno. Zobowiązano ich jednak słowem honoru, że przeciw Polakom broni nigdy nie podniosą.  
Oddział Cedrowskiego operował z powodzeniem jeszcze później przez tydzień w okolicach Trzebawia i Łodzi. Potem przeniósł się na drugą stronę Warty i pod Rogalinem został rozproszony przez silne pułki pruskie.